# 트랜스젠더와 병역

트랜스젠더와 병역은 트랜스젠더에게 병역 의무를 부과할 지, 병역을 수행하고자 할 때 대상에서 제외할지, 군인으로 받아들인 트랜스젠더의 처우를 어떻게 해야 할 지에 대한 문제이다.

## 대한민국
2020년 변희수 하사가 성전환 사실을 공개하면서 논란이 되었다. 변희수 하사는 태국으로 성전환 수술을 받으러 가겠다는 사적국외여행허가를 받고 출국 후 입국한 뒤 성전환 사실이 확인되어 심신장애 3급을 받고 전역을 결정당했다. 이후 성별 정정이 된 상태에서 인사 소청을 넣었고 패하자 행정소송을 제출했고, 2021년 10월 7일 변희수 하사가 전역 취소소송 1심에서 승소하였다.

## 태국
징병제 국가인 태국에서는 징병 대상을 추첨으로 선발한다. 이에 트랜스젠더 역시 예외 없이 일단 징병 추첨에 참가해야 한다. 하지만 육체 수술로 여성의 신체와 다름없게 수술(유방 확대 수술, 성형수술 등)한 트랜스젠더는 3급 남성 이후에 추첨이 진행되므로 사실상 면제나 다름없으며 음경을 절단한 트랜스젠더는 공식적으로 병역이 면제된다. 음경을 절단한 트랜스젠더의 경우, 음경 절단 확인서를 지참하고 징병 추첨장에 가서 담당 지휘관의 승인을 받으면 병역이 면제된다.

## 같이 보기
- 대한민국 국군의 트랜스젠더
- 분류:트랜스젠더 군인
- 성적 지향 및 성정체성과 병역